# Podocarpus barretoi
Podocarpus barretoi é uma espécie de conífera da família Podocarpaceae.
Apenas pode ser encontrada no Brasil.